# Nokia E66

Nokia E66 este un smartphone pentru afaceri realizat de Nokia.Este disponibilă în două culori alb și gri.

## Design
Nokia E66 are capacul din spate din oțel și rama ecranului este cromată. Smartphone-ul are dimensiunile de 107 mm x 49 mm x 13 mm și o greutate de 121 de grame.
Pe partea dreaptă a E66 este plin de butoane. În partea de sus sunt butoanele de volum și butonul de înregistrare voce este situată în mijloc.
Pe partea stângă a acestui smartphone se găsește portul micro-USB, portul Infraroșu și portul audio de 2.5 mm.

## Conectivitate
Nokia E66 este dotat cu Wi-Fi b/g, Bluetooth, micro-USB, 3G, HSDPA și un receptor GPS cu suport A-GPS.
Smartphone-ul suportă e-mail cu protocoalele POP3, IMAP și SMTP. Mai este disponibil Mail for Exchange care poate să sincronizeze contactele și evenimentele din calendar cu Microsoft Exchange.

## Multimedia
Nokia E66 are o cameră de 3.2 megapixeli cu focalizare automată și un blitz LED. Captura video se face la o rezoluție de QVGA 15 cadre pe secunde. 
Înregistrarea video se poate realiza în formatele: MP4, .3 gp, H.263 și H.264.
Mai dispune de un radio FM,port audio de 2.5 mm, player de muzică,player video și aplicația Real Player.

## Caracteristici
- Symbian OS 9.2
- Procesor ARM 11 tactat la 369 MHz
- Slot microSDHC cu suport până la 8 GB
- GSM 850/900/1800/1900
- Bluetooth
- Wi-Fi b/g
- 3G și HSDPA
- QuickOffice și Adobe Reader LE
- Ecran de 2.36 de inchi
- Camera de 3.2 megapixeli
- Accelerometru și senzor de lumină
- Conector de 2.5 mm
- port micro-USB
- GPS cu suport A-GPS
- Infraroșu